# Peromyscopsylla himalaica
Peromyscopsylla himalaica är en loppart som först beskrevs av Rothschild 1915.  Peromyscopsylla himalaica ingår i släktet Peromyscopsylla och familjen smågnagarloppor.

## Underarter
Arten delas in i följande underarter:
- P. h. himalaica
- P. h. australishaanxia
- P. h. sichuanoyunnana
- P. h. sinica